# Tonia Couch
Tonia Couch (Plymouth, 20 de mayo de 1989) es una deportista británica que compitió en saltos de plataforma.
Ganó tres medallas en el Campeonato Europeo de Natación entre los años 2012 y 2016.
Participó en tres Juegos Olímpicos de Verano, ocupando el octavo lugar en Pekín 2008, el quinto en Londres 2012 y el quinto en Río de Janeiro 2016, en la prueba sincronizada.

## Palmarés internacional
| Campeonato Europeo | Campeonato Europeo       | Campeonato Europeo | Campeonato Europeo     |
| Año                | Lugar                    | Medalla            | Prueba                 |
| ------------------ | ------------------------ | ------------------ | ---------------------- |
| 2012               | Eindhoven (Países Bajos) | Medalla de oro     | Plataforma 10 m sincro |
| 2013               | Rostock (Alemania)       | Medalla de plata   | Plataforma 10 m sincro |
| 2016               | Londres (Reino Unido)    | Medalla de plata   | Plataforma 10 m sincro |